# Philiris albicostalis
Philiris albicostalis är en fjärilsart som beskrevs av Tite 1963. Philiris albicostalis ingår i släktet Philiris och familjen juvelvingar. Inga underarter finns listade i Catalogue of Life.